# Province of Georgia

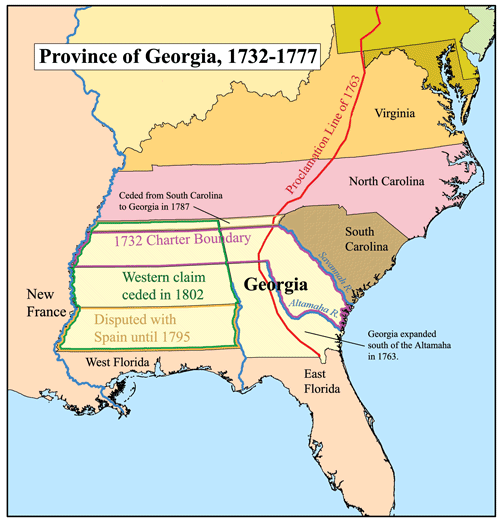
Grenzen der Provinz Georgia zwischen 1732 und 1777

Die Provinz Georgia (1732–1776) (Englisch: Province of Georgia) war eine der Dreizehn Kolonien in Nordamerika, die sich 1776 in der Unabhängigkeitserklärung der Vereinigten Staaten vom Königreich Großbritannien lossagten.

## Geschichte
Georgia wurde 1732 als letzte der Dreizehn Kolonien aus weitgehend unbesiedelten Teilen von Carolina gebildet und wurde nach Georg II. benannt. Am 17. November 1732 fuhr der englische Abenteurer James Oglethorpe mit 120 Genossen nach Georgia, um die erste britische Siedlung in Georgia zu gründen. Er und 114 Kolonisten erreichten am 12. Februar 1733 Yamacraw Bluff und gründeten die Stadt Savannah. Später schlossen sich weitere Menschen der Siedlung an, so Salzburger Exulanten und Schotten. Nach blutigen Kämpfen mit den Spaniern und inneren Streitigkeiten erhielt die Kolonie 1752 einen königlichen Gouverneur und 1755 eine Provinziallegislatur. 1776 sagte sich Georgia von Großbritannien los. Georgia war der vierte Bundesstaat, der die Verfassung der Vereinigten Staaten am 2. Januar 1788 ratifizierte.

## Liste der Gouverneure der Province of Georgia
- James Oglethorpe (1732–1743), als Resident Trustee
- William Stephens (1743–1751), als Präsident
- Henry Parker (1751–1752), als Präsident
- Patrick Graham (1752–1754), als Präsident
- John Reynolds (1754–1758), erster königlicher Gouverneur
- Henry Ellis (1758–1760)
- James Wright (1760–1776)
- Archibald Campbell (1778–1779)
- Jacques Marcus Prevost (1779)
- James Wright (1779–1782), letzter britischer Gouverneur

Seit 1775 gab es gleichzeitig bereits Gouverneure des unabhängigen Staates Georgia. Diese werden hier aufgelistet.